# Храм Святого Николая Чудотворца (Коканд)
Храм Свято́го Никола́я Чудотво́рца — православный храм Ташкентской и Узбекистанской епархии Среднеазиатского митрополичьего округа Русской православной церкви, существовавший в Коканде (Узбекистан) в 1904—1934 годах.

## История
В 1905 году в Коканде приступили к возведению церкви по проекту О. Васильева. В 1908 году храм, вмещающий 400 человек, был освящён во имя святого Николая Чудотворца. Колокола были отлиты из ханских пушек, 300-пудовый большой колокол получил имя «Михаил Скобелев».
После Октябрьской революции 1917 года храм был закрыт, разрушен в 1934 году.
В 1945 году был построен новый храм[где?].